# Vinko Brešan
Vinko Brešan (Zagreb, 3. veljače 1964.) je hrvatski filmski redatelj.

## Životopis
Vinko Brešan je rođen u Zagrebu 3. veljače 1964. u obitelji scenarista Ive Brešana i spisateljice Jele Godlar. S majčine strane je židovskog podrijetla. Otac mu je napisao scenarije za njegova prva dva dugometražna filma (Kako je počeo rat na mom otoku i Maršal), Brešan je studirao filozofiju i komparativnu književnost, te je diplomirao režiju na Akademiji dramskih umjetnosti. Kao student 1988. dobio je nagradu u Oberhausenu za kratki film Naša burza.
Prvi dugometražni film mu je komedija s temom iz Domovinskog rata Kako je počeo rat na mom otoku, koji je dobio 5 nagrada (3 nagrade na Festivalu igranog filma u Puli 1996., Oktavijana na Danima hrvatskog filma 1997. i glavnu nagradu na Cottbus Film Festival of Young East European Cinema, te je bio veliki kino-hit u Hrvatskoj 1996.
Film Svjedoci je bio jedini istočnoeuropski film u konkurenciji Berlinalea na kojem je osvojio Nagradu za mir i priznanje Ekumenskog žirija, u Karlovym Varyma najbolji je film u programu Istočno od Zapada (nagrada Phillip Morris), u Jeruzalemu je osvojio nagradu za najbolji strani film (nagrada Wim Van Leer), najbolji je film na festivalu filmova snimljenim prema književnim djelima u Vlissingenu, a na festivalu mediteranskog filma u Rimu osvojio je posebnu nagradu žirija.
Od prosinca 2004. godine ravnatelj je Zagreb filma.
Godine 2007. snimio je svoj prvi dokumentarni film Dan nezavisnosti koji prikazuje događaje koji su prethodili najvećem prosvjedu novije hrvatske povijesti kada je 120 tisuća prosvjednika 21. studenog 1996. na Trgu bana Jelačića podržalo zagrebački Radio 101.

## Filmografija

### Dugometražni igrani filmovi
- "Kako je počeo rat na mom otoku" (1996.)
- "Maršal" (1999.)
- "Svjedoci" (2003.)
- "Nije kraj" (2008.)
- "Svećenikova djeca" (2013.)

- "Koja je ovo država?" (2018.)

### Dokumentarni i kratki filmovi
- "Svaki put kad se rastajemo" (1994.)
- "Mrtva točka" (1995.)
- "Kako je počeo rat na mom otoku" (1996.)
- "Rusko meso" kao policajac u postaji (1997.)
- "Kad mrtvi zapjevaju" kao tjelohranitelj #2 (1998.)
- "Maršal" kao mentalni pacijent (1999.)
- "Ne dao Bog većeg zla" kao udbaš (2002.)
- "Bitange i princeze" kao sudac (2005.; 2006.)
- "Zakon!" kao Dalmatinac (2009.)
- "Lavanderman: istina ili mit?" kao Vinko Brešan (2010.)
- "Svećenikova djeca" kao bolničar #1 (2013.)
- "Uloga" (2020.) - kratki film, producent (11 min)

### TV serije
- "Dnevnik velikog Perice" - redatelj i ko-scenarist (2021.)

### Glumačke uloge
- "Dok nitko ne gleda" (1992.)
- "Svaki put kad se rastajemo" (1994.)
- "Mrtva točka" (1995.)
- "Kako je počeo rat na mom otoku" (1996.)
- "Rusko meso" kao policajac u postaji (1997.)
- "Kad mrtvi zapjevaju" kao tjelohranitelj #2 (1998.)
- "Maršal" kao mentalni pacijent (1999.)
- "Ne dao Bog većeg zla" kao udbaš (2002.)
- "Bitange i princeze" kao sudac (2005.; 2006.)
- "Zakon!" kao Dalmatinac (2009.)
- "Lavanderman: istina ili mit?" kao Vinko Brešan (2010.)
- "Svećenikova djeca" kao bolničar #1 (2013.)
- "Crno-bijeli svijet" kao šef službe sigurnosti (2016.)

## Glumačke suradnje
Vinko Brešan često surađuje s istim glumcima. Glumci s kojima najčešće surađuje su Dražen Kühn i Predrag Vušović. 

#### Glumci
| Glumci           | Kako je počeo rat na mom otoku (1996) | Maršal (1999) | Svjedoci (2003) | Nije kraj (2008) | Svećenikova djeca (2013) | Koja je ovo država! (2019) |
| ---------------- | ------------------------------------- | ------------- | --------------- | ---------------- | ------------------------ | -------------------------- |
| Predrag Vušović  | ✘                                     | ✘             | ✘               | ✘                |                          |                            |
| Ivan Brkić       | ✘                                     | ✘             |                 |                  | ✘                        |                            |
| Vlatko Dulić     | ✘                                     | ✘             |                 |                  |                          |                            |
| Ivica Vidović    | ✘                                     | ✘             |                 |                  |                          |                            |
| Leon Lučev       | ✘                                     |               | ✘               | ✘                |                          |                            |
| Ljubomir Kerekeš | ✘                                     |               | ✘               | ✘                |                          |                            |
| Senka Bulić      | ✘                                     |               |                 |                  | ✘                        |                            |
| Rene Bitorajac   | ✘                                     | ✘             | ✘               |                  |                          |                            |
| Goran Navojec    | ✘                                     |               |                 |                  |                          | ✘                          |
| Inge Appelt      |                                       | ✘             |                 | ✘                | ✘                        |                            |
| Dražen Kühn      |                                       | ✘             | ✘               | ✘                | ✘                        | ✘                          |
| Linda Begonja    |                                       | ✘             |                 | ✘                |                          |                            |
| Ivo Gregurević   |                                       | ✘             | ✘               |                  |                          |                            |
| Bojan Navojec    |                                       | ✘             | ✘               |                  |                          | ✘                          |
| Krešimir Mikić   |                                       |               | ✘               |                  | ✘                        | ✘                          |
| Alma Prica       |                                       |               | ✘               |                  |                          | ✘                          |
| Goran Bogdan     |                                       |               |                 |                  | ✘                        | ✘                          |
| Nikša Butijer    |                                       |               |                 |                  | ✘                        | ✘                          |